# Édouard Gantois
Pour les articles homonymes, voir Gantois (homonymie).
Charles Édouard Gantois (ou Edward Charles Gantois) est un négociant, armateur et industriel belge, né le 29 août 1806 à Mons.

## Biographie
D'une famille montoise, Édouard Gantois est le fils de Ferdinand Gantois, juriste, et de Thérèse Orman. Il est le cousin germain de Louis Joseph Gantois et du général Adolphe Gantois.
Il s'établit comme négociant à Salvador de Bahia (Brésil). L'époux de sa sœur, John Youds, armateur et négociant britannique, est propriétaire de plantations à Bahia. En association avec les Français Martin, Guilhaume Pailhet et le Britannique Henry Marbach, Gantois crée et dirige une prospère société commerciale avec plusieurs navires. Sa société possède une agence sur la Rua d'Alfandega, dans la partie basse de la ville, et des agents (Onim, Lagos). Actif entre 1830 et 1850, il occupe une position de premier plan au sein des marchands de la ville, effectuant au moins trente-six expéditions. Ses bateaux quittent Bahia avec du tabac, des textiles, du sucre, de la cachaça, des armes et de la poudre à canon.
Il investit également dans l'achat de terrains, faisant de lui un propriétaire terrien. En 1844, il acquiert ainsi la fazenda Garcia, comprenant les collines des quartiers actuels de Garcia (pt) et Federação (pt) et une partie des vallées environnantes, en bordure du Dique do Tororó.
À partir de 1850, il s'adonne à l'industrie. Il possède une fabrique de tabac à priser, le type de tabac en poudre le plus perfectionné et le plus apprécié du marché européen, qu'il exporte en France.
Il donne son nom à Terreiro do Gantois (pt). Propriétaire du terrain, il le met à disposition de Maria Júlia da Conceição Nazaré (pt), la fondatrice de la communauté candomblée Alto do Gantois,.